# محمد أبو سعدى
محمد أبو سعدى (مواليد 1 مارس 1968) لاعب سلة سوري من مدينة حلب ولعب في صفوف نادي الاتحاد الحلبي ولمنتخب سوريا لكرة السلة.

## مسيرته و إنجازاته
لعب لنادي الاتحاد منذ عام 1977، وأصبح لاعب في فريق الرجال عام 1987، حيث حصد معه لقب بطولة الدوري ثماني مرات وكأس الجمهورية سبع مرات ولقب بطولة الآندية العربية لكرة السلة عام 1992. أما على صعيد المنتخب فلعب منذ 1985 حتى 2006، وأحرز بطولة العرب للمنتخبات عام 1988 للشباب وعام 1992 للرجال. على الصعيد الفردي فقد حاز على أفضل لاعب في بطولة الأندية العربية مرتين وهداف بطولة الأندية العربية ثلاث مرات. بعدها درب منتخب سوريا لكرة السلة في 2007.